# 不來梅鎮區 (明尼蘇達州派恩縣)
不來梅鎮區（英語：Bremen Township）是位於美國明尼蘇達州派恩縣的一個行政鎮區。

## 地方資料
不來梅鎮區的面積為93.77平方千米，當中陸地面積為93.21平方千米，而水域面積為0.55平方千米。根據2020年美國人口普查的數據，當地共有人口221人，而人口密度為每平方千米2.36人。